# Jahrbuch der Leopoldina
Das Jahrbuch der Leopoldina, anfangs auch Leopoldina-Jahrbuch genannt, ist die seit 1991 eigentlich als Jahrbuch 1991. Deutsche Akademie der Naturforscher Leopoldina, Nationale Akademie der Wissenschaften mit wechselnden Jahresdaten jährlich erscheinende Zeitschrift mit Berichten der Deutschen Akademie der Naturforscher Leopoldina.
Das Jahrbuch erschien bisher in der Wissenschaftliche Verlagsgesellschaft in Stuttgart sowie im Selbstverlag der in Halle an der Saale angesiedelten Bildungseinrichtung.
Vorgängerin des Jahrbuchs waren die Leopoldina. Mitteilungen der Deutschen Akademie der Naturforscher Leopoldina, die aufgrund ihrer Relevanz digitalisiert wurden und in großen Teilen kostenfrei über die Biodiversity Heritage Library oder die Bayerische Staatsbibliothek online zugänglich sind.